# Gonadotropina
Le gonadotropine sono una famiglia di tre ormoni: FSH o ormone follicolo-stimolante, LH ormone luteinizzante, hCG gonadotropina corionica. Il nome sta a indicare il loro effetto stimolante sulle gonadi. 
Tali molecole, proteine eterodimeriche, hanno in comune una catena di 92 amminoacidi detta subunità α, mentre differiscono per l'altra catena polipeptidica detta subunità β. 
Le gonadotropine sono prodotte da due ghiandole diverse:
- FSH e LH sono sintetizzati dalle cellule dette appunto gonadotrope dell'adenoipofisi. Queste cellule costituiscono il 10-15% del parenchima ghiandolare.
- L'hCG è prodotto dal corion e poi dalla placenta nel caso in cui un embrione si impianti nell'utero. Ha la funzione di prolungare, durante la gravidanza, l'effetto dell'LH sul corpo luteo.

Tali ormoni sono presenti sia nella femmina che nel maschio (ad eccezione dell'hCG, per ovvie ragioni) ed hanno funzioni essenziali sullo sviluppo, la maturazione, il mantenimento delle funzioni delle ovaie e dei testicoli.
FSH ed LH vengono secreti sotto stimolazione del GnRH che è l'ormone di rilascio ipotalamico delle gonadotropine (detto anche LHRH) secreto nell'eminenza mediana dell'ipofisi e prodotto nei nuclei arcuati dell'ipotalamo (medio-basale). Il GnRH viene secreto in maniera pulsatile (con periodo di 1-3 ore), ciò comporta una oscillazione dei livelli ematici anche di LH e FSH (anche se quest'ultimo ha oscillazioni minori).
I farmaci attualmente disponibili appartengono a due categorie: le gonadotropine umane menopausali, estratte dalle urine di donne in menopausa e sottoposte a processi di purificazione e le gonadotropine ricombinanti, sintetizzate in laboratorio. Entrambe sono considerate sicure.